# Nefridio
Il nefridio è un organo escretore degli invertebrati dalla funzione analoga a quella dei reni; infatti rimuove gli scarti metabolici dal corpo di questi animali. È presente in quasi tutti gli ordini di invertebrati e se ne distinguono fondamentalmente due tipi, metanefridio e protonefridio.

## Metanefridio
Questo tipo di apparato escretore è comune negli organismi con cavità celomatica, quali: anellidi, artropodi e molluschi. Consiste in un tubulo ciliato, situato nel celoma, collegato a un imbuto, chiamato nefrostoma. Nel tubulo vengono assorbiti acqua, sali in eccesso, scarti metabolici ed eventuali tossine e si forma un'urina diluita che viene espulsa dall'organismo attraverso aperture note come nefridiopori. 
In molti anellidi questi piccoli condotti sbucano nell'intestino; in tal caso si parla di enteronefridio.

## Protonefridio
Il protonefridio, invece, consta di una rete di tubicini a vicolo cieco e sprovvisti di aperture. Le parti terminali di questi tubicini vengono denominate cellule di fuoco (o cellule a fiamma), o bulbi a fiamma, se sono munite di molteplici flagelli, o solenociti se sono munite di un solo flagello.Queste assolvono la loro funzione per osmosi. Cellule a fiamma e bulbi a fiamma si differenziano tra di loro per la posizione nel nucleo: un bulbo a fiamma ha un nucleo spostato verso un lato, ed è tipico dei rotiferi, mentre una cellula a fiamma ha il suo nucleo alla base della fiamma e si trova in molti platelminti. Ogni cellula possiede uno o più flagelli con il movimento dei quali creano una corrente che consente l'aspirazione delle scorie e degli scarti dal fondo del tubicino fino al protonefridio; per osmosi infatti riescono a passare piccole molecole ma non le grosse proteine che necessitano di questi movimenti addizionali. Quindi questi scarti dal fondo del protonefridio sono condotti attraverso il tubo ed escono dall'animale attraverso una piccola apertura formata dal nefridioporo. I protonefridi si trovano negli invertebrati privi di cavità celomatica, quindi i più ancestrali, quali i vermi piatti.